# Manu Katché
(Emmanuel) Manu Katché (født 27. oktober 1958 i Saint-Maur-des-Fossés, Val-de-Marne) er en fransk trommeslager. 
Katché blev kendt som trommeslager på Peter Gabriel pladen So. Derefter spillede han på Stings plader Nothing Like The Sun og The Soul Cages. 
Han flyttede så til USA, hvor han har haft base siden. 
Han har spillet med Jeff Beck, Dire Straits, Jan Garbarek, Eurythmics, Joan Armatrading, Joe Satriani og Mango. Katché lavede i 1992 sit første soloalbum It’s About Time med sig selv på sang og trommer. Han har siden lavet tre soloplader mere på pladeselskabet ECM i mere jazz- og improvisatorisk stil, med bl.a. Jan Garbarek.

## Diskografi
- It’s About Time
- Neighbourhood
- Playground
- Third Round
- Manu Katché
- Unstatic

Som Sideman:
- So – Peter Gabriel
- Nothing Like The Sun – Sting
- The Soul Cages – Sting

## Eksterne kilder og henvisninger
- Biografi mm

1. ↑  Navnet er anført på bokmål og stammer fra Wikidata hvor navnet endnu ikke findes på dansk.